# Stari most
Stari most (bosniska: Gamla bron) är en historisk bro över floden Neretva i Mostar i Bosnien och Hercegovina. Den invigdes ursprungligen 1566, efter Süleyman den stores förordnande. Bron ligger i den bosniska stadsdelen.
Stari most förstördes av bosnien-kroatiskt artilleri den 9 november 1993 i samband med kriget i Bosnien. Efter kriget rekonstruerades bron och kunde återinvigas den 23 juli 2004. Bron är 4 meter bred och 30 meter lång, och är som högst 24 meter över floden. Två befästa torn, Helebija och Tara, beskyddar bron och kallas mostari.
Lite är känt om själva byggandet av bron och allt som har bevarats skriftligt är minnen och legender samt namnet på byggmästaren, Mimar Hayrudin, som var en lärling till den osmanske arkitekten Mimar Sinan. Vissa byggnadstekniska frågor förblir ett mysterium: hur byggnadsställningarna restes, hur stenen transporterades från en sida till en annan, och hur byggnadsställningen höll under hela den långa byggperioden. 
Det har länge varit en tradition att hoppa från bron ned i Neretvas kalla vatten, och i juli varje år äger en dykningstävling rum.

## Fotografier

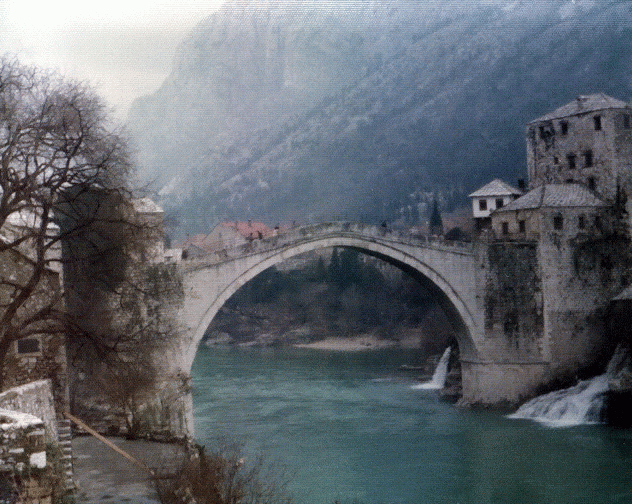
Den gamla bron, fotograferad på 1970-talet
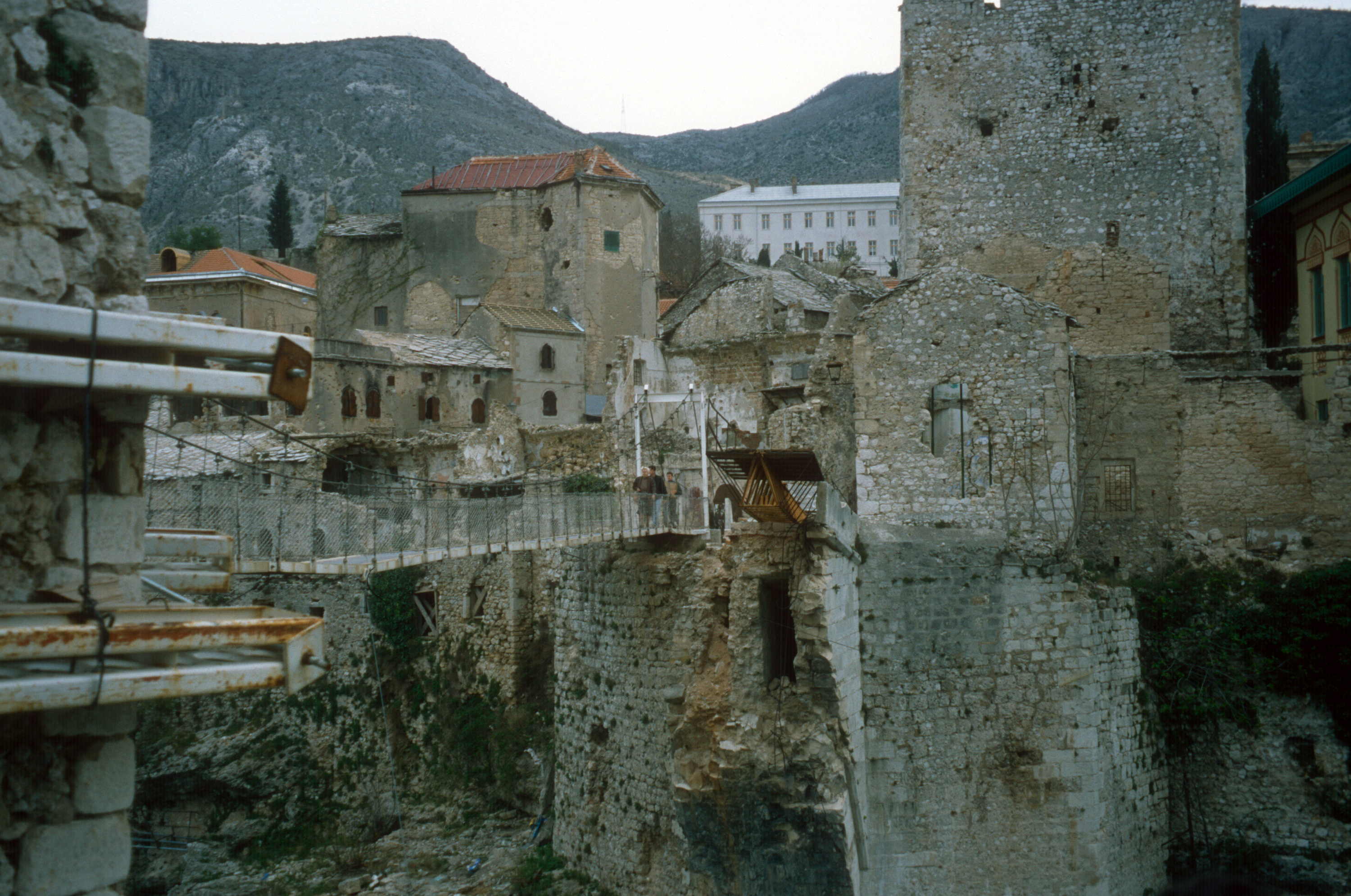
Stari most sedan den blivit förstörd. På bilden syns en tillfällig hängbro som ersatte den förstörda bron.
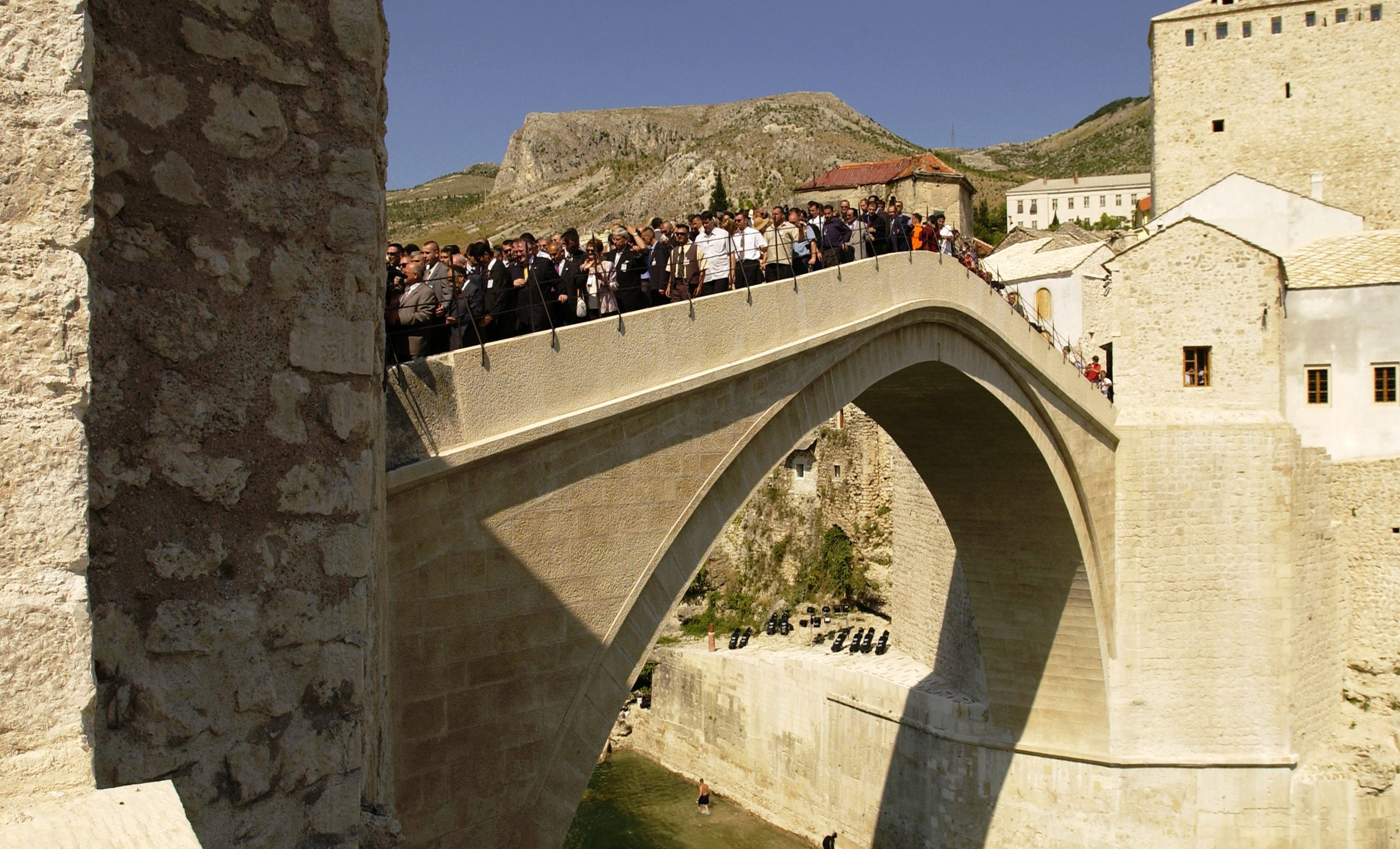
Stari most vid återinvigningen 23 juli 2004
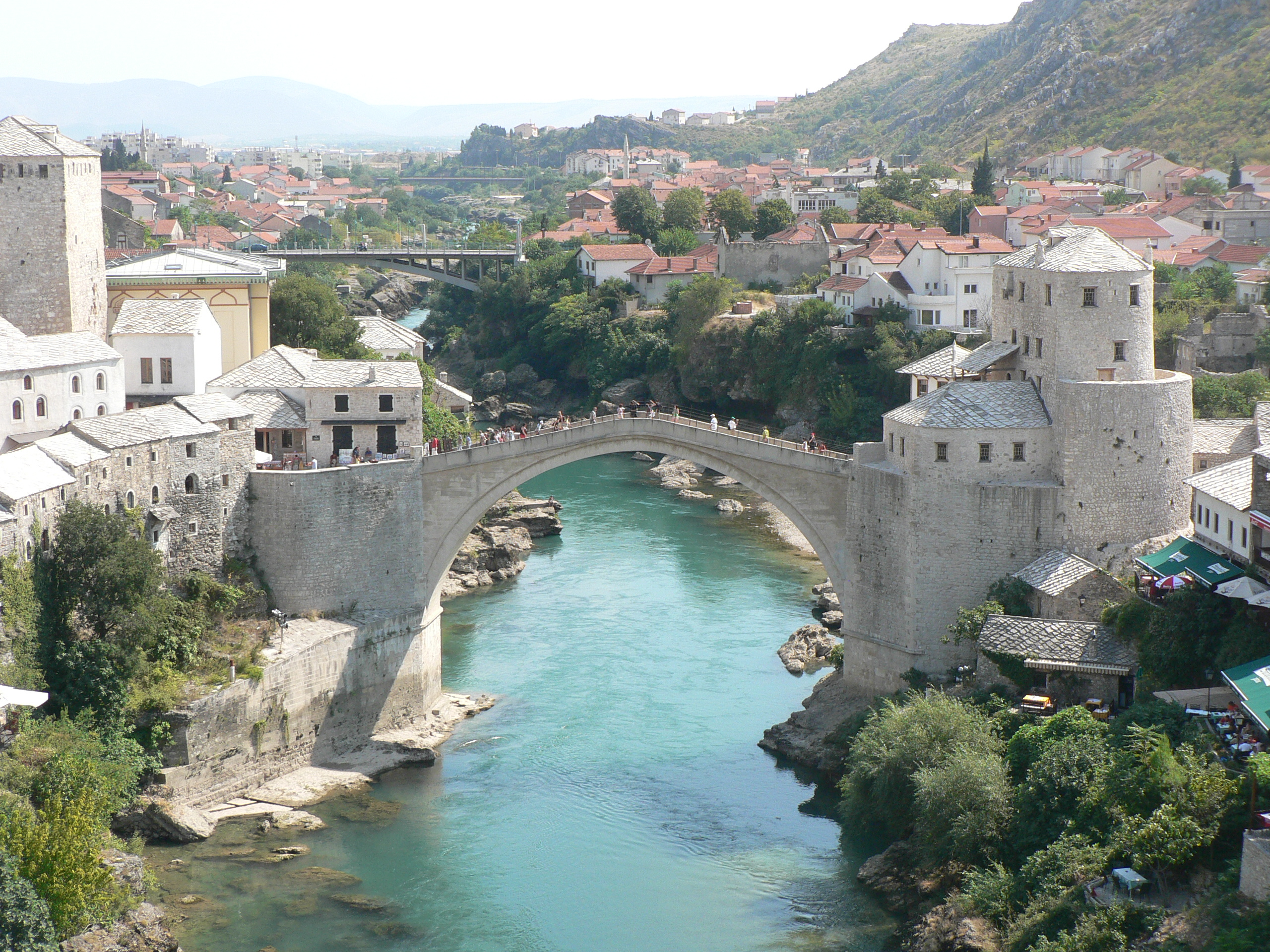
Stari most 2008